# Heteropoda hosei
Heteropoda hosei är en spindelart som beskrevs av Pocock 1897. Heteropoda hosei ingår i släktet Heteropoda och familjen jättekrabbspindlar. Inga underarter finns listade i Catalogue of Life.